# Gwangmyeong
Gwangmyeong (hangul 광명시,, hanja ) är en stad i den sydkoreanska provinsen Gyeonggi. Den är en sydlig förort till Seoul och hade 303 068 invånare i slutet av 2020.
I Gwangmyeong finns ett av Ikeas varuhus i Sydkorea.

## Administrativ indelning
Gwangmyeong är indelat i 18 administrativa stadsdelar (dong): Cheolsan 1(il)-dong,
Cheolsan 2(i)-dong,
Cheolsan 3(sam)-dong,
Cheolsan 4(sa)-dong,
Gwangmyeong 1(il)-dong,
Gwangmyeong 2(i)-dong,
Gwangmyeong 3(sam)-dong,
Gwangmyeong 4(sa)-dong,
Gwangmyeong 5(o)-dong,
Gwangmyeong 6(yuk)-dong,
Gwangmyeong 7(chil)-dong,
Haan 1(il)-dong,
Haan 2(i)-dong,
Haan 3(sam)-dong,
Haan 4(sa)-dong,
Hagon-dong,
Soha 1(il)-dong och
Soha 2(i)-dong.